# 1781 a tudományban
Az 1781. év a tudományban és a technikában.

## Biológia
- Felix Fontana mikroszkópot használva leírja az axont

## Csillagászat
- Charles Messier publikálja a Messier-katalógus végső változatát
- William Herschel felfedezi az Uránuszt
- március 20. - Pierre Méchain felfedezi az NGC 5195 törpegalaxist

## Filozófia
- Megjelenik Immanuel Kant korszakalkotó filozófiai értekezése, A tiszta ész kritikája[1]

## Díjak
- Copley-érem: William Herschel

## Születések
- január 30. - Adelbert von Chamisso botanikus († 1838)
- február 17. - René Laennec orvos, a sztetoszkóp feltalálója († 1826)
- június 9. - George Stephenson mérnök († 1848)
- június 21. - Simeon Poisson matematikus († 1840)
- július 6. - Thomas Stamford Raffles zoológus († 1826)
- október 5. - Bernhard Bolzano matematikus († 1848)
- december 11. - David Brewster fizikus († 1868)